# Anolis spilorhipis
Anolis spilorhipis — вид ігуаноподібних ящірок родини анолісових (Dactyloidae). Ендемік Мексики.

## Поширення і екологія
Anolis reconditus мешкають в мексиканському штаті Чіапас. Вони живуть в тропічних лісах.